# Koning Honing
Koning Honing is een Nederlands honingbier van hoge gisting.
Het bier wordt gebrouwen in opdracht van de Stichting Noord-Hollandse Alternatieve Bierbrouwers (SNAB) te Purmerend in De Proefbrouwerij te Hijfte.
Het is een oranje-amberkleurig bier met een alcoholpercentage van 7,5% (17,4° Plato). Om de honingsmaak beter tot uiting te laten komen wordt de honing pas na de hoofdgisting toegevoegd.

## Prijzen
- European Beer Star 2007 – goud in de categorie Specialty Honey Beer
- European Beer Star 2013 - gouden medaille in de categorie Specialty Honey Beer